# Asediul Ierusalimului (1187)
Acest articol se referă la Asediul Ierusalimului din 1187.  Pentru alte sensuri, vedeți Asediul Ierusalimului (dezambiguizare).

Asediul Ierusalimului din 1187 a avut loc în perioada 20 septembrie - 2 octombrie.
Sultanul Saladin recucerește Cetatea Sfântă și are loc căderea Regatului Ierusalimului.
Aceasta declanșează a treia cruciadă în scopul recuceririi acestei cetăți de către creștini pentru a doua oară.

## Contextul
Regatul Ierusalimului, slăbit de lupte interne, a fost învins în bătălia de la Hattin care a avut loc la 4 iulie 1187.
Cea mai mare parte a aristocrației cetății, din care făcea parte și regele Guy de Lusignan, a fost făcută prizonieră iar Saladin a luat sub stăpânire cetatea.
Prin septembrie, sultanul cucerește și Acra, Nablus, Jaffa, Toron, Sidon, Beirut și Ascalon, având ca prim scop împiedicarea debarcării trupelor europene care puteau veni ca ajutor pentru localnici.
Localnicii care au reușit să scape s-au refugiat în Tyr, singura cetate ce nu fusese cucerită, grație intervenției oportune a lui Conrad de Montferrat.

## Situația din Ierusalim
În Tyr, Balian de Ibelin îi solicită lui Saladin să-i asigure trecerea către Ierusalim în scopul eliberării soției sale, Maria Comnena, și a restului familiei.
Saladin este de acord cu condiția ca Balian să nu ridice armele împotriva sultanului și să nu rămână mai mult de o zi în Ierusalim.
Dar, patriarhul Heraclios, regina Sibylla și restul locuitorilor îi cer să preia conducerea luptei de apărare a creștinismului și astfel Balian își încalcă jurământul.
Cu toate acestea, Saladin asigură refugierea în siguranță a soției acestuia și a celorlalte rude către Tripoli.
În Ierusalim, aflat într-o situație precară, se adăpostiseră mulți care fugiseră din fața armatei lui Saladin.
Balian se pregătește pentru starea de asediu stocându-și provizii.
Armatele din Siria și Egipt se adună sub comanda lui Saladin și după o încercare eșuată de a asedia Tirul, pe 20 septembrie Sultanul ajunge la porțile Ierusalimului.

## Asediul
Au avut loc negocieri între Saladin și Balian, prin medierea lui Yusuf Batit, exponent de seamă al ortodoxiei răsăritene, ortodoxie care a fost puternic reprimată sub stăpânirea catolică și care considera că este mai favorabil ca cetatea să fie redată musulmanilor.
Saladin ar fi dorit să preia cetatea fără vărsare de sânge, dar localnicii refuză să se predea preferând distrugerea acesteia în luptă și astfel începe asediul Ierusalimului.
Armata lui Saladin era orientată către Turnul lui David și Porțile Damascului, asupra cărora arcașii trimit o ploaie de săgeți.
Urmează mașinile de luptă, în fața cărora localnicii se apără cu succes.
Pe 26 septembrie, sultanul își mută trupele spre o altă intrare în cetate, aceea de la Muntele Măslinilor.
Sunt utilizate mașini de război, catapulte, baliste, arcuri, arbalete, focuri grecești.
Trei zile mai târziu, o porțiune a zidului este minată și se prăbușește.
Deși cruciații rezistă eroic, respingând atacurile musulmanilor, care nu reușesc să cucerească cetatea.
Situația civililor era critică.
Se organizează procesiuni și ritualuri religioase prin care se implora ajutorul divinității pentru ca cetatea să nu fie cucerită.
Astfel, participanții mergeau desculți de-a lungul zidurilor cetății așa cum se procedase la prima cruciadă din 1099.
Pe Golgotha copiii erau rași în cap după ce erau scufundați până la bărbie în apă rece.
Toate aceste penitențe ar fi avut drept scop înduplecarea mâniei Domnului care s-ar fi abătut asupra cetății datorită preupusei imoralități a locuitorilor.

### Negocierile dintre Balian și Saladin
La sfârșitul lui septembrie, Balian se deplasează împreună cu câțiva călăreți pentru a oferi sultanului capitularea pe care inițial o refuzase.
De data aceasta, Saladin este cel care refuză, dar pentru a evita un masacru inutil, precum cel din 1099, acceptă cererea dar cere 20 de bezanți pentru fiecare bărbat eliberat, zece pentru fiecare femeie și cinci pentru fiecare copil, iar cei care nu-și puteau achita răscumpărarea să fie vânduți ca sclavi.
Balian încearcă în zadar să susțină că cererea depășește posibilitățile sale financiare, mai ales că în cetate se aflau peste 20.000 de refugiați.
La întoarcerea sa la Ierusalim, acesta decide ca 10.000 de locuitori dintre cei mai săraci să fie răscumpărați pe baza tezaurului pe care Henric al II-lea al Angliei l-a donat ca penitență pentru uciderea lui Thomas Becket spre a fi utilizați pentru acoperirea cheltuielilor unui pelerinaj sau a unei cruciade și care fuseseră cheltuiți doar cu mercenari din bătălia de la Hattin.
Are loc o nouă întrevedere dintre Saladin și Balian și sultanul este de acord să mai reducă din prețul de răscumpărare: zece bezanți pentru fiecare bărbat, cinci pentru fiecare femeie și unul pentru fiecare copil.
La refuzul repetat al lui Balian, care din nou consideră suma prea mare, Saladin propune suma de 100.000 pentru întreaga comunitate, apoi 50.000 ca în final să se mulțumească cu numai 30.000, sumă cu care să fie eliberați 7.000 de locuitori ai cetății.

## Capitularea Ierusalimului
Pe 2 octombrie, sultanului i se înmânează cheia cetății și anume cea de la Turnul lui David.
Este anunțat ordinul ca în timp de o lună fiecare locuitor să-și plătească răscumpărarea.
Ca semn al generozității, Saladin eliberează pe mulți dintre sclavi, lucru realizat și de fratele său, Safadin.
De asemenea, Balian și Heraclius plătesc din banii proprii eliberarea multor ostatici.
Mai sunt eliberate și o serie de relicve și obiecte valoroase de cult.

## Urmările
Mulți din refugiați au mers mai întâi la Tripoli, regiune aflată sub controlul cruciaților.
Un număr însemnat s-au deplasat către Antiohia, Cilicia, Bizanț, iar o altă parte în Egipt sau s-au refugiat pe vasele italiene care se deplasau către Europa.
Saladin permitea creștinilor să efectueze pelerinajul la Ierusalim și de asemenea a lăsat Biserica Sfântului Mormânt să rămână sub administrație creștină.
Sultanul își consolidează domeniul cuceririlor sale, luând în posesie și cetățile Belvoir, Kerak, Montréal și asediază din nou cetatea Tyr.
Între timp prin intermediul pelerinilor și al altor călători, dar și al arhiepiscopului de Tyr, vestea căderii cetății sfinte ajunge în Europa.
Pe 29 octombrie, papa Grigore al VIII-lea emite bula pontificală Audita tremendi și se fac planuri pentru o nouă cruciadă.
Astfel în Franța și în Anglia se instaurează noi taxe pentru a finanța această acțiune militară.
Aceastea vor fi puse în practică de trei contingente separate, conduse de: Richard Inimă de Leu, Philippe Auguste al Franței și Frederic Barbarossa al Sfântului Imperiu.

## Subiect de ficțiune
Asediul Ierusalimului din 1187 este subiect (și chiar punct culminant) pentru filmul Kingdom of Heaven (Regatul Cerului) produs și regizat de Ridley Scott în 2005.
De asemenea romanul Pagan's Crusade din 1993 a lui Catherine Jinks prezintă aspecte din acest episod istoric și descrie amănunțit distrugerea cetății sfinte, armele utilizate în luptă și negocierile dintre Saladin și Balian.